# Ледена дворана СПЕНС
Ледена дворана Спенс је спортска дворана у Новом Саду. Дворана се налази у насељу Стари град и у склопу је спортског комплекса „СПЕНС“. Хала је саграђена 1983. године, а њена површина је 7.323 m², док је ледена плоча површине 2.730 m². Места за седење су на источној трибини са капацитетом за 1.283 гледалаца, док у галерији постоји места за још 340 гледалаца. Димензије дворане су 65,00 х 42,00 m.
Ледена плоча у дворани постављена је сваке године од септембра до марта, када се дворана користи за хокеј утакмице, такмичења у уметничком клизању, као и за слободну рекреацију.
У осталом периоду, дворана се изнамљује за рок-програме, скупове и изложбе.
Опремљена је озвучењем, осветљењем, славчионицама, угоститељским простором, а постоји и обезбеђена контрола интерним ТВ системом. Дворану користе ХК НС Старс и ХК Војводина, а користио га је и бивши хокејашки клуб ХК Нови Сад.
Ледена дворана Спенс је 2016. године била домаћин Светског првенства у хокеју на леду за играче узраста до 20. година.